# Adriavolley
L'AdriaVolley Trieste è una società pallavolistica di Trieste.

## Storia della società
Il club nacque nel 1998 in base a un progetto che riunì diverse compagini, tra le quali la gloriosa OK Val di Gorizia, nella società Adriavolley. I primi due campionati, in Serie B1, furono disputati a Monfalcone. Nel 2000 la sede della società fu spostata a Trieste; nel 2001 il club retrocesse ma, acquistando i diritti dell'Aesse Isola della Scala, esordì in A2 nella stagione 2001-02.
A una nuova retrocessione si rimediò con l'acquisto dei diritti della renunciataria Gabeca Brescia. Al termine del campionato 2002-03, sponsorizzata dall'azienda di abbigliamento Bernardi, ottenne una storica promozione in Serie A1, riportando il capoluogo giuliano in massima serie a 24 anni dalla retrocessione dell'Altura Trieste (1978-79). Nella società militava Loris Manià, poi libero della Nazionale.
L'unica stagione dell'AdriaVolley in Serie A1 (2003-04) si concluse con l'ultimo posto e una la condanna, con largo anticipo, al ritorno in A2. La squadra, in crisi economica, rinunciò a prendere parte al campionato e cedette il titolo sportivo. Partecipò per una stagione in B1, prima di passare a dedicarsi a campionati minori e pallavolo giovanile.